# 히라오카 다이요
히라오카 다이요(일본어: 平岡 大陽, 2002년 9월 14일~)는 일본의 축구 선수이다.

## 구단 경력
그는 2021년 J1리그의 쇼난 벨마레에 입단했다.